# Yew Tree Beck
Der Yew Tree Beck ist ein Fluss im Lake District, Cumbria, England. Der Yew Tree Beck entsteht als Abfluss des Yew Tree Tarn. Der Fluss fließt in einer generell südwestlichen Richtung, bis er in den Yewdale Beck mündet.